# Kandava (stacja kolejowa)
Kandava (ros. Кандава) – stacja kolejowa w miejscowości Kandavas stacija, w gminie Tukums, na Łotwie. Położona jest na linii Windawa - Tukums.
Nazwa pochodzi od pobliskiego miasta Kandava.